# Корпус за бързо развръщане на НАТО (Гърция)
Трети гръцки армейски корпус/Корпус за бързо развръщане на НАТО (на гръцки: Γ' Σωμα Στρατού, на английски: NATO Rapid Deployable Corps – Greece с абревиатура NRDC-GR) e оперативен щаб на гръцката армия, предназначен за ръководството на международните операции, предприети от Европейския съюз и НАТО. Първоначално щабът трябва да замени III армейски корпус на гръцката армия, като поеме контрола върху неговите части за бързо реагиране, но това се променя през 2009 г., така че двата щаба съществуват съвместно като обща формация, всяка от които контролира различни части на стария армейски корпус. Корпусът е базиран в град Солун от 1946 г.
През годините негови заместник-командири са били редица български офицери като генерал-майор Пламен Лилов (2013 – 2016), генерал-майор Димитър Илиев (2016 – 2018), генерал-майор Иван Ортомаров (2018 – 2022) и генерал-майор Валентин Кръстев (от 1 август 2022). От 13 януари 2024 г. командир на корпуса е генерал-лейтенант Атанасиос Гаринис.
Мисията на корпуса е насочено към бързото развръщане на части в определени райони, „за да провежда или поддържа комбинирана и съвместна сухопътна операция в целия спектър от операции за колективна отбрана“.